# Liste des seigneurs, vicomtes et ducs d'Uzès
Cet article contient la liste des seigneurs, des vicomtes et des ducs d'Uzès, une commune située dans le département du Gard en France.

## Les premiers seigneurs d'Uzès
Au cours des VIIIe – Xe siècles, la cité apparaît parfois comme gouvernée par des comtes, bien que le nom de la cité n'apparaissent pas à la suite du titre dans les documents.
Sous le règne de Pépin le Bref, Raoul est comte des diocèses d'Uzès et de Nîmes.
Un acte de Cluny, datée entre 951 et 954, mentionne un comte Amalric (d'Uzès), la comtesse Ermengarde et un comte Bermond (d'Uzès). Ils seraient les « frères du pseudo-archevêque de Narbonne, Gérard ».
Un acte de 979 place un certain Goubert comme ayant obtenu l'ensemble des pouvoirs sur l’Uzège (civitas Uceticensis), pour le compte du comte de Toulouse , au nom du roi. La date semble très probablement fausse et selon les indications de l'acte il correspondrait à une période estimée à un siècle plus tôt.
Au cours du Xe siècle, la ville d'Uzès et ses alentours (alleu Saint-Théodorit) entrent dans le giron du roi de France et cette terre relève du comte de Toulouse. Ce dernier remet le contrôle de la cité à un lieutenant qui se transforme rapidement en seigneur de la cité, vers le début XIIe siècle.
| Dates     | Nom(s)                                                           | Éléments biographiques                   |
| --------- | ---------------------------------------------------------------- | ---------------------------------------- |
| … - 1125  | Elzéart d'Uzès (v. 1045-v. 1125)                                 |                                          |
| 1125-1138 | Raymond Décan de Posquières, dit Décan Ier d'Uzès (v. 1064-1138) | épouse Marie d'Uzès, fille du précédent. |

## Les co-seigneurs d'Uzès

Armes de la branche de Bermond Ier.

À la mort de Raymond Décan de Posquières, la seigneurie est partagée par moitié entre son fils, Bermond, et sa fille Béatrice,, chacun héritant de la moitié du castrum primitif d'Uzès.
Bermond obtient la viguerie (considérée par erreur, par certains auteurs anciens, comme une vicomté au XVIIIe siècle). La branche issue de Bermond porte de gueules à trois bandes d'or. Elle conserve la moitié de la seigneurie jusqu'au milieu du XIVe siècle, avec l'érection en vicomté de sa part en 1328. La part de cette branche échoira par la suite à la famille de Crussol, au XVIe siècle (voir ci-après).
La branche issue de Béatrice se partage en trois tiges. À partir de la fin du XIIIe siècle, l'évêque d'Uzès acquiert la part de deux d'entre elles, quant à la troisième elle revient au roi de France, en 1493.
| Branche A | Branche B | |
| --- | --- | --- |
| Bermond Ier d'Uzès (v. 1105-1181) ∞ Roscie [du Caylar], dont un fils :                                                 | Béatrice d'Uzès (v. 1105-ap. 1156) ∞ Raynon/Rainon II du Caylar, dont une fille :                                                                     | |
| Raymond d'Uzès, dit Rascas (v. 1130-1210) ∞ Marie [d'Uzès], fille de Rostaing Ier, sa cousine, dont un fils (qui suit) | Roscie du Caylar, alias d'Uzès (v. 1125-v. 1192) ∞ Rostaing III de Sabran, dont deux fils Raynon et Elzéar (qui suivent) :                            | |
| Branche A | Branche B 1 | Branche B 2 |
| Bermond II d'Uzès (v. 1180-avt. 1226) ∞ Géraude d'Adhémar de Rochemaure, dont                                          | Raynon/Rainon III du Caylar (v. 1150-1210) ∞ Garsinde/Garsende [de Forcalquier], dont                                                                 | Elzéar du Caylar, dit Elzéar II d'Uzès (v. 1150-v. 1220/1221) ∞ Guillelma [de Sabran], dont                                                                        |
| Branche A | Branche B 1-1 et B 1-2 | Branche B 2 |
| Decan II d'Uzès (v. 1210-v. 1285) ∞ Hermingarde d'Alais (Alès)                                                         | B 1-1 Guillaume de Maltortel, alias de Sabran (v. 1195-ap. 1251) B 1-2 Raynon IV du Caylan (v. 1195-ap. 1247) vend son 8e à l'évêque d'Uzès, en 1242. | Raynon/Rainon Ier d'Uzès (v. 1180-ap. 1221) ∞ |
| Bermond III d'Uzès (v. 1250-v. 1318) ∞ Alix [de Montlaur]                                                              | B 1-1 Elzéar de Sabran (v. 1230-v. 1300) vend son 8e à l'évêque d'Uzès, en 1280.                                                                      | les fils du précédent : Elzéar III d'Uzès (v. 1220-ap. 1254), Raynon II d'Uzès (v. 1220-ap. 1272), Raymond Ier Gaucelm d'Uzès (v. 1220-ap. 1279)                   |
| Robert Ier d'Uzès (v. 1275-v. 1350) ∞ Guiote de Posquières                                                             | Évêques d'Uzès | les fils de Raymond Ier Gaucelm : Raynon III d'Uzès (v. 1260-avt. 1298), Raymond II de Gaucelm d'Uzès (v. 1260-v. 1316)                                            |
| voir ci-dessous « Vicomtes d'Uzès »                                                                                    | | cardinal Bérenger Frédol le Jeune (v. 1255-1323) cousin du précédent et héritier fait de son neveu Bérenger de Laudun, alias d'Uzès, son héritier vers 1320.       |
| | | Guillaume Ier d'Uzès (v. 1325-ap. 1380) … Guillaume de Laudun (v. 1430-ap. 1493) vente au roi de France de son quart d'Uzès, au nom de son fils, Gabriel, en 1493. |

## Les vicomtes d'Uzès
Robert, issue de la branche A (détentrice de la viguerie), obtient, en 1328, le titre de vicomte d'Uzès du roi de France, en raison de ses services,. Ses descendants, héritiers du titre, rendent hommage désormais au roi de France et non plus à l'évêque d'Uzès,. Il passe ensuite par mariage, successivement, à la famille Guérin, puis à celle de Crussol.
| Dates             | Nom(s) | Éléments biographiques |
| ----------------- | --- | --- |
| 1328 - v. 1350    | Robert Ier d'Uzès, seigneur d'Aimargues (v. 1275-v. 1350)                                                        | Créé vicomte en 1328. |
| v. 1350 - ap.1360 | Decan III d'Uzès, seigneur d'Aimargues (v. 1325-ap.1360)                                                         | Fils du précédent. |
| ap.1360 - ap.1374 | Raymond d'Uzès (v. 1345-ap.1374)                                                                                 | Fils du précédent. Qui pourrait avoir succédé à un frère aîné. Mort sans postérité.                                                                                 |
| ap.1374 - 1390    | Alzias d'Uzès, seigneur d'Aimargues (v. 1345-1390)                                                               | Frère du précédent. |
| 1390 - v. 1430    | Robert II d'Uzès (v. 1380-v. 1430)                                                                               | Fils du précédent. Vicomte sous la tutelle de sa mère. |
| v. 1430 - 1475    | Jéhan (Jean) d'Uzès (v. 1430-1475)                                                                               | Fils du précédent. Une fille unique, Simone, qui se marie deux fois d'où les deux vicomtes suivants.                                                                |
| 1475 - 1485       | Jean Guérin de Châteauneuf, baron du Tournel alias Jean d'Uzès (v. 1460-1485)                                    | Mariage en 1485 avec Simone d'Uzès. Le nouvel époux doit relever le nom et les armes des Uzès, d'où son nom : « Jean d’Uzès, vicomte d'Uzès, seigneur du Tournel ». |
| 1486 - 1525       | Jacques Ier de Crussol d'Uzès, seigneur de Crussol, gouverneur du Dauphiné, sénéchal de Beaucaire (v. 1465-1525) | Second époux de Simone d'Uzès. Il doit également relever le nom et les armes des Uzès.                                                                              |
| 1525 - 1546       | Charles de Crussol d'Uzès (v. 1487-1546)                                                                         | Fils du précédent. Son fils, Antoine, est fait duc d'Uzès, en 1556 (voir ci-après).                                                                                 |

## Les ducs d'Uzès

Écu de Crussol d'Uzès.

La vicomté d'Uzès fut érigée par Charles IX en duché, par lettres patentes datées de Mont-de-Marsan, au mois de mai 1565,, comprenant les appartenances et dépendances des baronnies, terres et seigneuries d'Aimargues, Saint-Geniès (Saint-Geniès-de-Malgoirès). Il a les armes des Uzès et des Crussol, Bellegarde, Broussan, Remoulins, Saint-Bonnet, Vers, Collias, Pouzilhac, Belvézet, Masmolène, Pougnadoresse, Montaren, Saint-Quentin-la-Poterie, Arpaillargues et Castillon.
Le duché d'Uzès devient duché-pairie d'Uzès par de nouvelles lettres datées d'Amboise, en février 1572. C'est ainsi que, par l'ancienneté de son duché-pairie, le duc d'Uzès était, avant la Révolution, le premier pair du royaume, et marchait, dans les cérémonies, immédiatement après les princes du sang. Le duché d'Uzès devint le premier duché de France après l'extinction de la première maison de Montmorency en 1632 et de la maison de La Trémoille, ducs de Thouars, en 1933.[réf. nécessaire]
En 1721, le roi de France cède sa part au duc d'Uzès.
| Titre   | Nom                                                                   | marié à | Longévité | Titulaire |
| ------- | --------------------------------------------------------------------- | --- | --------- | --------- |
| 1er duc | Antoine de Crussol d'Uzès                                             | Louise de Clermont de Tallard                                                                                          | 1528-1573 | 1546-1573 |
| 2e duc  | Jacques IIe de Crussol d'Uzès                                         | Françoise de Clermont-Tonnerre                                                                                         | 1540-1586 | 1573-1586 |
| 3e duc  | Emmanuel Ier de Crussol d'Uzès                                        | Claudine d'Ébrard | 1570-1657 | 1586-1657 |
| 4e duc  | François de Crussol d'Uzès                                            | Marguerite d'Apchier                                                                                                   | 1604-1680 | 1657-1680 |
| 5e duc  | Emmanuel IIe de Crussol d'Uzès                                        | Marie-Julie de Sainte-Maure, duchesse de Montausier                                                                    | 1637-1692 | 1680-1692 |
| 6e duc  | Louis de Crussol d'Uzès                                               | célibataire | 1673-1693 | 1692-1693 |
| 7e duc  | Jean-Charles de Crussol d'Uzès                                        | Marguerite de Bullion                                                                                                  | 1675-1739 | 1693-1739 |
| 8e duc  | Charles-Emmanuel de Crussol d'Uzès                                    | Émilie de La Rochefoucauld                                                                                             | 1707-1762 | 1739-1762 |
| 9e duc  | François-Emmanuel de Crussol d'Uzès                                   | Magdeleine de Pardaillan de Gondrin                                                                                    | 1728-1802 | 1762-1802 |
| 10e duc | Marie-François-Emmanuel de Crussol d'Uzès                             | Émilie de Châtillon, duchesse de Châtillon                                                                             | 1756-1843 | 1802-1842 |
| 11e duc | Géraud de Crussol d'Uzès                                              | Françoise de Talhouët-Roy                                                                                              | 1808-1872 | 1842-1872 |
| 12e duc | Emmanuel de Crussol d'Uzès                                            | Anne de Rochechouart de Mortemart                                                                                      | 1840-1878 | 1872-1878 |
| 13e duc | Jacques de Crussol d'Uzès                                             | célibataire | 1870-1893 | 1878-1893 |
| 14e duc | Louis de Crussol d'Uzès                                               | (i) Marie-Thérèse d'Albert de Luynes ; (ii) Josefina Angela Martínez                                                   | 1871-1943 | 1893-1943 |
| 15e duc | Emmanuel-Jacques de Crussol d'Uzès                                    | (i) Carolyn Bailey Brown ; (ii) Margaret Bedford puis Bancroft puis d'Arenberg ; (iii) Andrée (connue Brigitte) Guille | 1927-1999 | 1943-1999 |
| 16e duc | Louis-Frédéric de Crussol d'Uzès                                      | (i) Françoise Marque ; (ii) Élisabeth de Belleville ; (iii) Jeannine Rolande-Coudouneau                                | 1925-2001 | 1999-2001 |
| 17e duc | Jacques-Emmanuel de Crussol d'Uzès ; chevalier de la Légion d'honneur | Alessandra Passerin d'Entrèves et Courmayeur                                                                           | 1957-     | 2001-     |